# Pesticidresistens
Pesticidresistens avses egenskapen att vara resistent (motståndskraftig) mot pesticider (bekämpningsmedel). Den utvecklas genom naturligt urval, så att för varje generation blir andelen resistenta individer större och till slut är bekämpningsmedlet ineffektivt.
Rachel Carson förutsåg 1962 fenomenet i sin bok Tyst vår.